# Wolfgang Winter

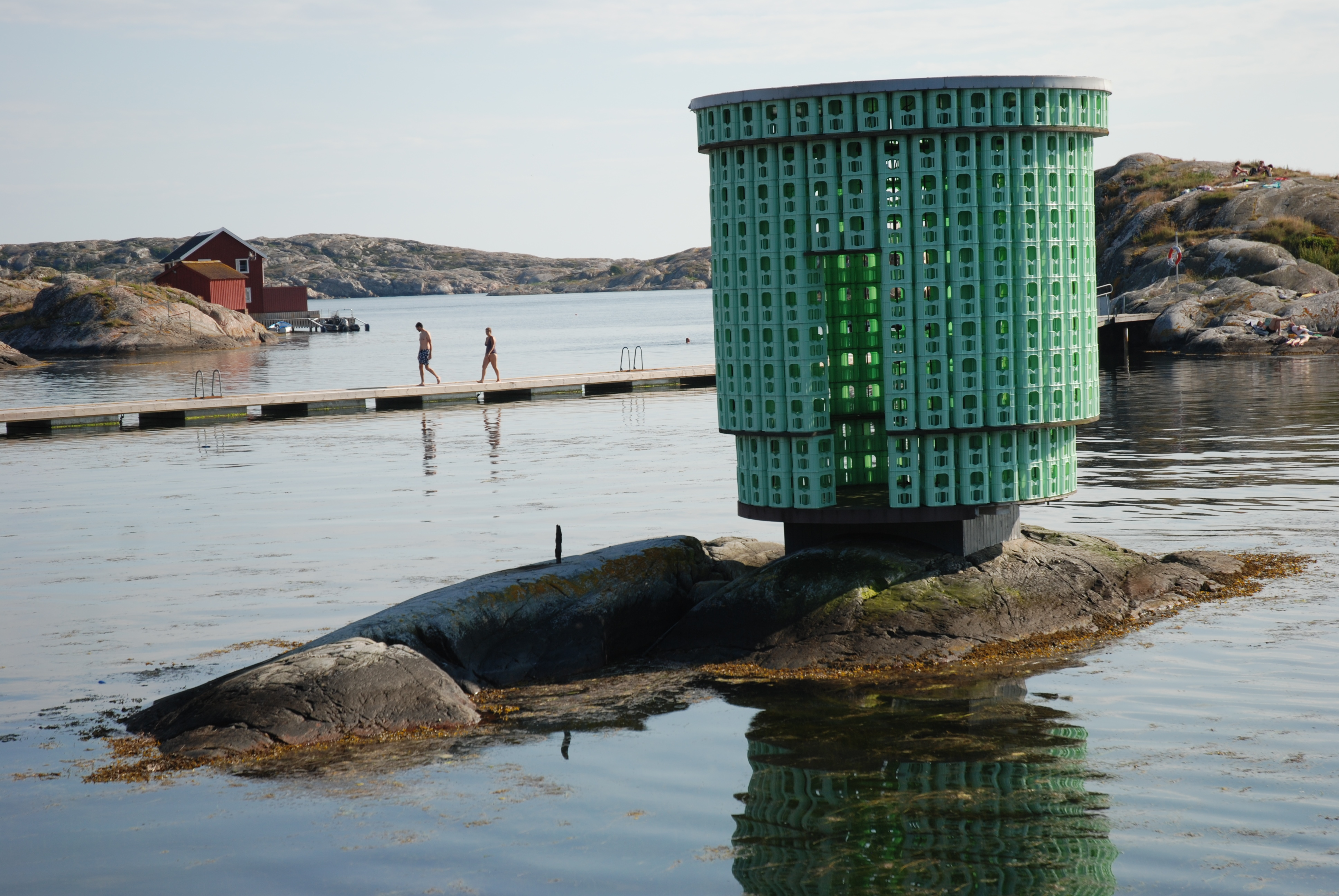
Projekt Fyren av Winter/Hoerbelt utanför Nordiska akvarellmuseet

Wolfgang Winter, född 1960 i Mühlheim am Main, är en tysk skulptör.
Wolfgang Winter utgör tillsammans med Berthold Hörbelt konstnärsduon Winter/Hoerbelt, som verkat i ett skulptörsamarbete sedan 1992. Han utbildade sig i musik i Köln 1980-82 och därefter på yrkesskola till bildhuggare. Han studerade också fri konst och filosofi på Kunsthochschule Kassel från 1985 och på Staatlichen Hochschule für Bildende Künste (Städelschule) i Frankfurt am Main 1986-89 .
Han var lärare i skulptur på Städelschule från 1993. Winter är representerad vid bland annat Nordiska Akvarellmuseet.